# Масов гроб
Масов гроб е гроб, в който са погребани няколко, най-често неидентифицирани, човешки трупа. Няма точно определение какъв е минималният брой на телата, за да се използва терминът масов гроб. Названието се използва основно в случаи, в които са погребани значителен брой тела. В масов гроб може да са погребани десетки, стотици и дори хиляди тела.
Масови гробове се използват в случаите, когато умрат или са убити голям брой хора и телата трябва да бъдат погребани бързо. При бедствия, масовите гробове се използват за предпазване от разпространение на зарази и инфекции. При масовите гробове, създадени от Съюзническите сили, за да погребат жертвите на нацистките военни престъпления, мотивацията също е предотватяване на разпространението на зарази.
Един от най-големите масови гробове е от Втората световна война, в Белжец, югоизточна Полша, в един от 3300-те концентрационни лагери. Предполага се, че там са погребани около 300 000 тела.